# Les Aigles de Meyrin
Les Aigles de Meyrin est l'équipe de handibasket de Handisport Genève. L'équipe forme une section autonome de l'association faîtière genevoise, avec ses propres comité, budget et sponsors. L'équipe est affiliée à la fois au Meyrin Basket et à Handisport Genève, tandis que les joueurs sont aussi membres de l'Association Suisse des Paraplégiques.
Les Aigles de Meyrin ont participé aux Coupes d'Europe de handibasket chaque année depuis 1994, ce jusqu'en 2012, et ont organisé un tournoi préliminaire de l'Euroleague II en 1994, plus une finale de Coupe d'Europe I en 2000 et une finale de Coupe d'Europe III en 2010. 
L'équipe est vice-championne suisse 2017-2018.

## Palmarès
International
- Coupe des Clubs Champions (EuroCup 1) :
  - 2000 : 8e place, à Meyrin (Suisse)
- Coupe Willi Brinkmann (EuroCup 3) :
  - 2002 : 5e place, à Łódź (Pologne)
  - 2006 : 6e place, à Vigo (Espagne)
  - 2010 : 8e place[2], à Meyrin (Suisse)
- Challenge Cup puis Euroligue 3 depuis 2018 (EuroCup 4) :
  - 2018 : 7e place[3], à Badajoz (Espagne)

National
- Champion de Suisse : 1960, 1961, 1962, 1963, 1964, 1965, 1966, 1967, 1968, 1969, 1970, 1971, 1972, 1973, 1974, 1975, 1976, 1977, 1979, 1981, 1983, 1999, 2000, 2004, 2008.
- Vice-champion de Suisse : 1978, 1980, 1985, 1995, 1996, 1997, 1998, 2001, 2002, 2003, 2005, 2006, 2007, 2009, 2010, 2011, 2012, 2013, 2014, 2015, 2016, 2017, 2018
- Coupe de Suisse : 1978 (Bulle) ; 1979 (Genève) ; 1980 (Martigny) ; 1985 (Uster) ; 1994 (Uster) ; 1996 (Zurich) ; 1998 (Berne) ;  2000 (Fribourg) ; 2002 (Fribourg) ; 2005 (Petit-Lancy) ; 2006 (Nottwil).

## Joueurs marquants du club
- Christian Gobé
- Alain Kieffer
- Serge Meystre
- Gabriel Thullen